# Selin Sayek Böke
Selin Sayek Böke (née le 28 août 1972 à Buffalo (New York)) est une économiste et personnalité politique turque. Députée d'Izmir depuis 2015, elle est depuis janvier 2016 la porte-parole du Parti républicain du peuple (CHP). Elle a démissionné en mai 2017.

## Biographie
Les parents de Selin Sayek Böke sont médecins et travaillent aux États-Unis, où elle est née.

### Parcours académique
Après avoir suivi ses études à Ankara, Selin Sayek Böke a étudié l'économie à l'Université Technique du Moyen-Orient jusqu'en 1993 et a obtienu son titre de Philosophiæ doctor et son doctorat à l'université Duke en 1999,. Elle y est chargée d'enseignement. De 1999 à 2001, elle était chargée d'enseignement à l'université Bentley, puis a travaillé au Fonds Monétaire International de 2001 à 2003.
Selin Sayek Böke a reçu en 2010 le prix d'encouragement du TÜBİTAK, la plus haute institution académique de Turquie.

### Parcours politique
Elle a été élue vice-présidente du Parti Républicain du Peuple (CHP) le 14 septembre 2014. Une semaine plus tard elle a affirmé qu'elle se sent proche des idées de l'économiste Ali Babacan qu'elle qualifiait de « base de la réussite économique de la Turquie ».
Elle est la porte-parole de l'une des douze vice-présidents du Parti Républicain du Peuple (CHP), chargée des politiques économiques.
Selin Sayek Böke est régulièrement comparée à Tansu Çiller, économiste et Premier ministre de 1993 à 1996. Elle a affirmé en 2014 n'avoir qu'une « ressemblance physique ».
Le 26 septembre 2016, elle a qualifié l'État d'urgence en Turquie de « dictature permanente ».
Depuis le 10 août 2020 elle est la secrétaire générale du parti républicain du peuple.
Depuis le 24 janvier 2022 elle est la présidente de la commission des questions sociales, de la santé et du développement durable de l'Assemblée Parlementaire du Conseil de l'Europe.

## Mandats
- Députée CHP de la circonscription d'Izmir II de la 25e législature (du 7 juin 2015 au 1er novembre 2015)[4] ;
- Députée CHP de la circonscription d'Izmir II de la 26e législature (depuis le 1er novembre 2015)[4].